# Машиностроитель (стадион, Дружковка)
Стадион «Машиностроитель» — стадион в городе Дружковка Донецкой области. Домашняя арена клуба «Машиностроитель» (Дружковка).

## История
Стадион «Машиностроитель» в Дружковке было построено в 1957 году, принадлежал местному машиностроительному заводу. Вмещает 5000 зрителей. Известен тем, что 25 марта 2000 года на этом стадионе сыграл свой домашний поединок донецкий «Металлург» (против запорожского «Металлурга»). На матч Высшей лиги чемпионата Украины пришло посмотреть 5500 зрителей.